# Minaret Kalon
Le minaret Kalon, également connu sous le nom de minaret de Boukhara (ouzbek : Minorai Kalon — littéralement : grand minaret), est le minaret de la mosquée Kalon situé dans le centre historique de Boukhara en Ouzbékistan, construit sur l'ordre du khan Arslan de la dynastie des Karakhanides (1102-1130), connu pour ses activités de grand bâtisseur.
Le minaret Kalon est le symbole de Boukhara : c'est le plus élevé et le plus ancien monument architectural de la ville ; c'est aussi l'une des structures les plus remarquables de ce type de la civilisation islamique.
Le minaret date du début du Moyen Âge et fait partie du complexe Po i Kalon avec la mosquée Kalon, la médersa Amir Alim-khana, et d'autres monuments historiques du centre de Boukhara inclus dans la Liste du patrimoine mondial en Ouzbékistan de l'UNESCO.

## Histoire
Le minaret Kalon a été érigé près de la mosquée à l'époque des Karakhanides sous Arslan-khan (ru). À l'origine, il était couronné d'une lanterne en bois. Alors que la construction du minaret s'achevait, le minaret s'est effondré pour une raison inconnue. Il est reconstruit en 1127, mais cette fois entièrement en briques de céramique. Il est resté pratiquement inchangé depuis lors.
À l'époque, le minaret remplissait plusieurs fonctions : tour de la mosquée Kalon, au sommet duquel se chantait l'azan (appel à la prière musulman ou namaz) ; tour de guet ; phare, visible bien loin de la ville.
En 1920, au cours de l'assaut de Boukhara par l'Armée rouge (en), le minaret a souffert de tirs d'artillerie, un obus a détruit près de la moitié de la lanterne, qui a été rapidement restaurée, à l'exception de deux niveaux de la corniche supérieure. Depuis lors, la corniche se compose de trois niveaux de muqarnas, sa hauteur a été modifiée et cela a donné l'aspect général actuel du minaret.
En 1924, une petite partie du mur et des muqarnas du minaret a été restaurée. En 1960, la partie souterraine des fondations a été restaurée et renforcée. En 1997, à l'occasion du 2500e anniversaire de Boukhara, le minaret a été restauré.

## Description
Le minaret Kalon est un puissant pilier en brique de forme conique, couronné par une lanterne garnie d'une rotonde. La rotonde dispose de seize arcs par lesquels les muezzins appelaient les fidèles à la prière. Le sommet est ceinturé par quatorze anneaux de briques vernissées, décorés de chaînes d'étoiles à huit angles, de losanges en relief et de fragment de textes,.
La hauteur du minaret est de 46,5 m. La longueur de la circonférence du tronc à la base est de 30,43 m et le diamètre est de 9,7 m. En Asie centrale, le seul minaret qui possède un diamètre plus grand est le minaret Koutloug-Timour (ru) à Kounia-Ourguentch au Turkménistan dont la hauteur est de 62 m. Le tronc du minaret Kalon diminue nettement vers le haut et à 32 m de la base le diamètre n'est plus que de 6 m.
Le minaret s'appuie au sol sur un socle en dix sections d'une hauteur de 185 cm. Il est constitué de briques cuites de 27 × 27 cm sur 5 cm d'épaisseur, maçonnées au mortier pour former un bloc monolithique qui assure la stabilité de l'édifice.
La partie souterraine du minaret est en brique jusqu'à une profondeur qui dépasse les 13 m.
Les murs du minaret sont décorés de différents motifs qui ne sont pas seulement géométriques, mais présentent aussi des phrases religieuses écrites en lettres calligraphiées kufis.

## Galerie

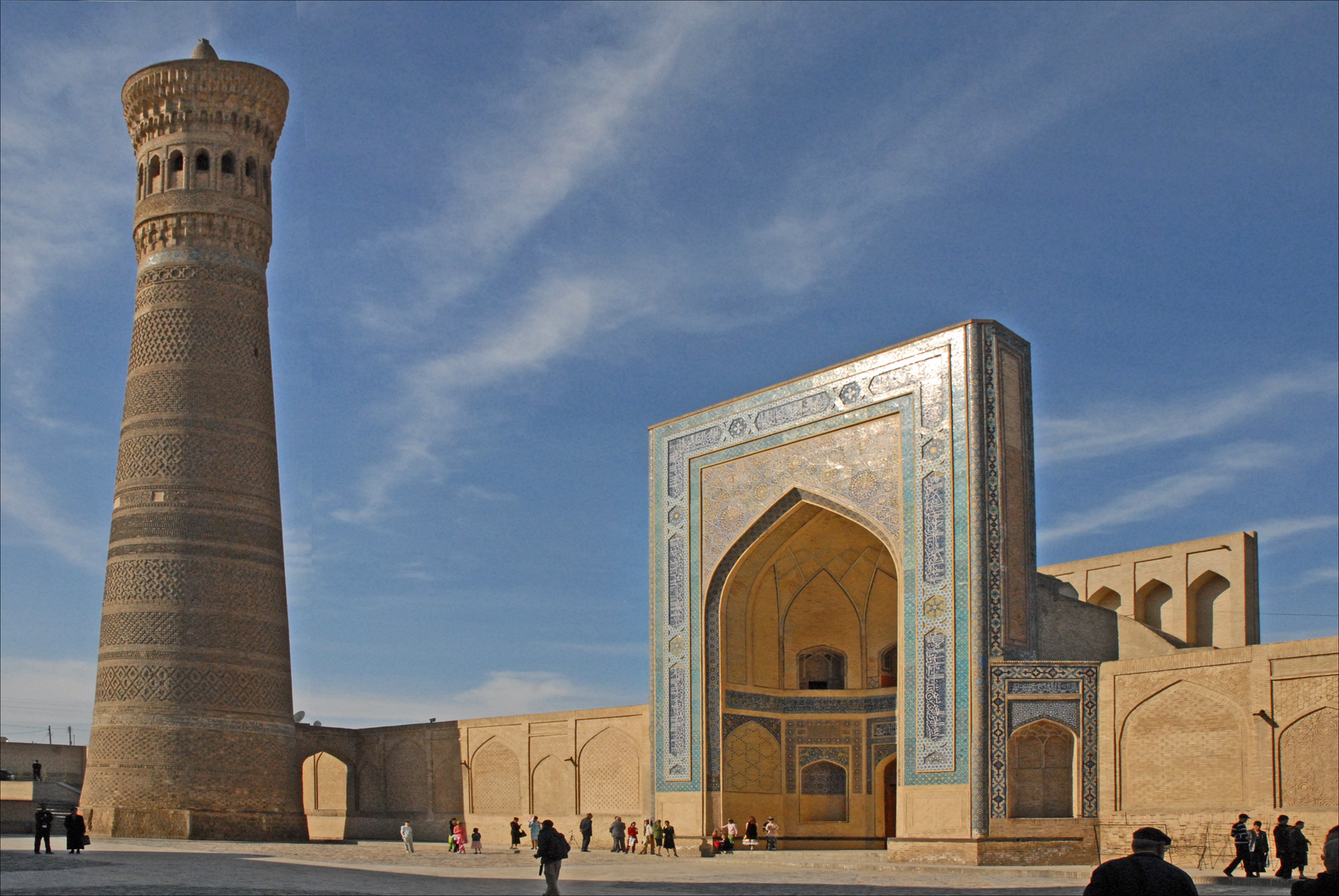
Le minaret et la mosquée Kalon
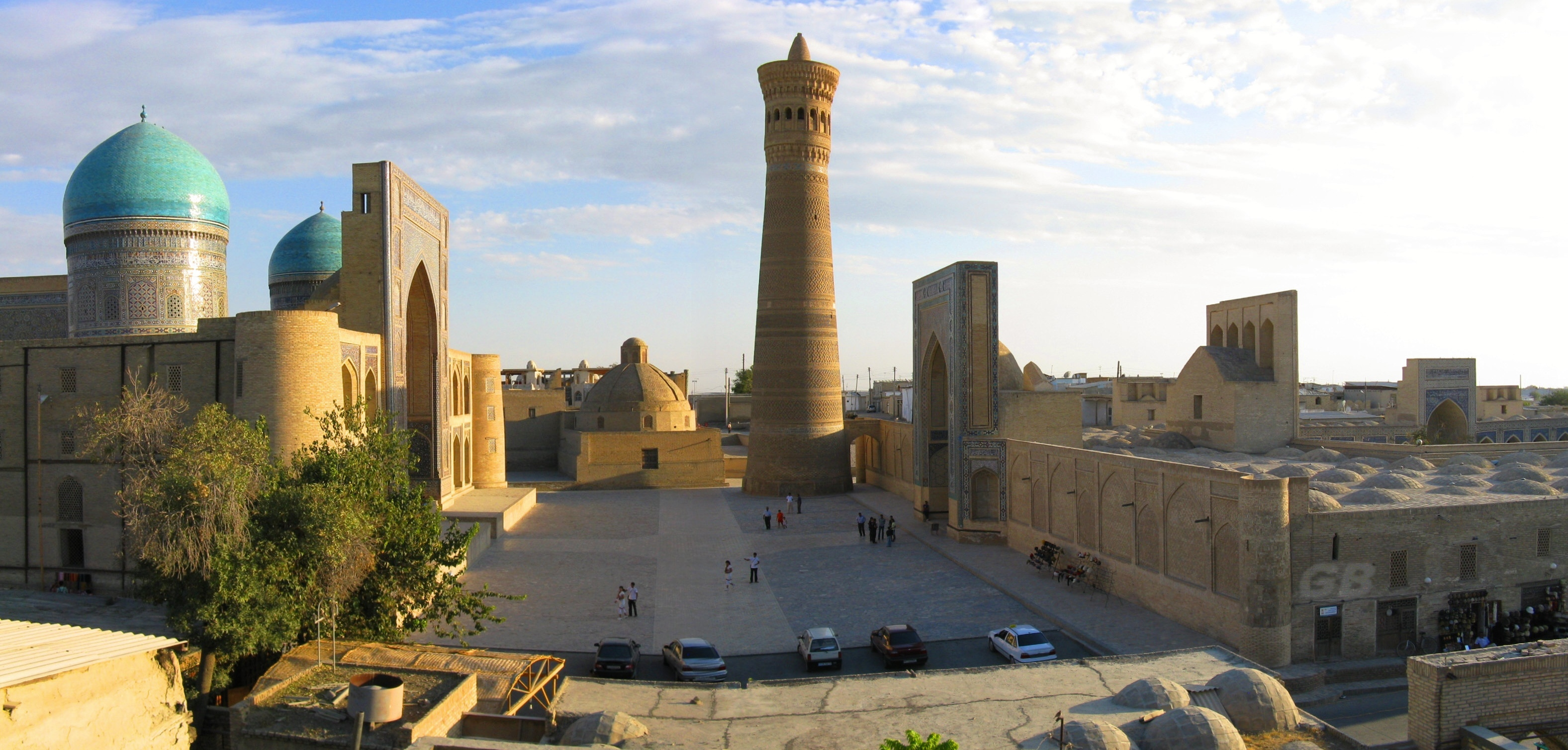
complexe Po i Kalom, le minaret, la mosquée et la médersa
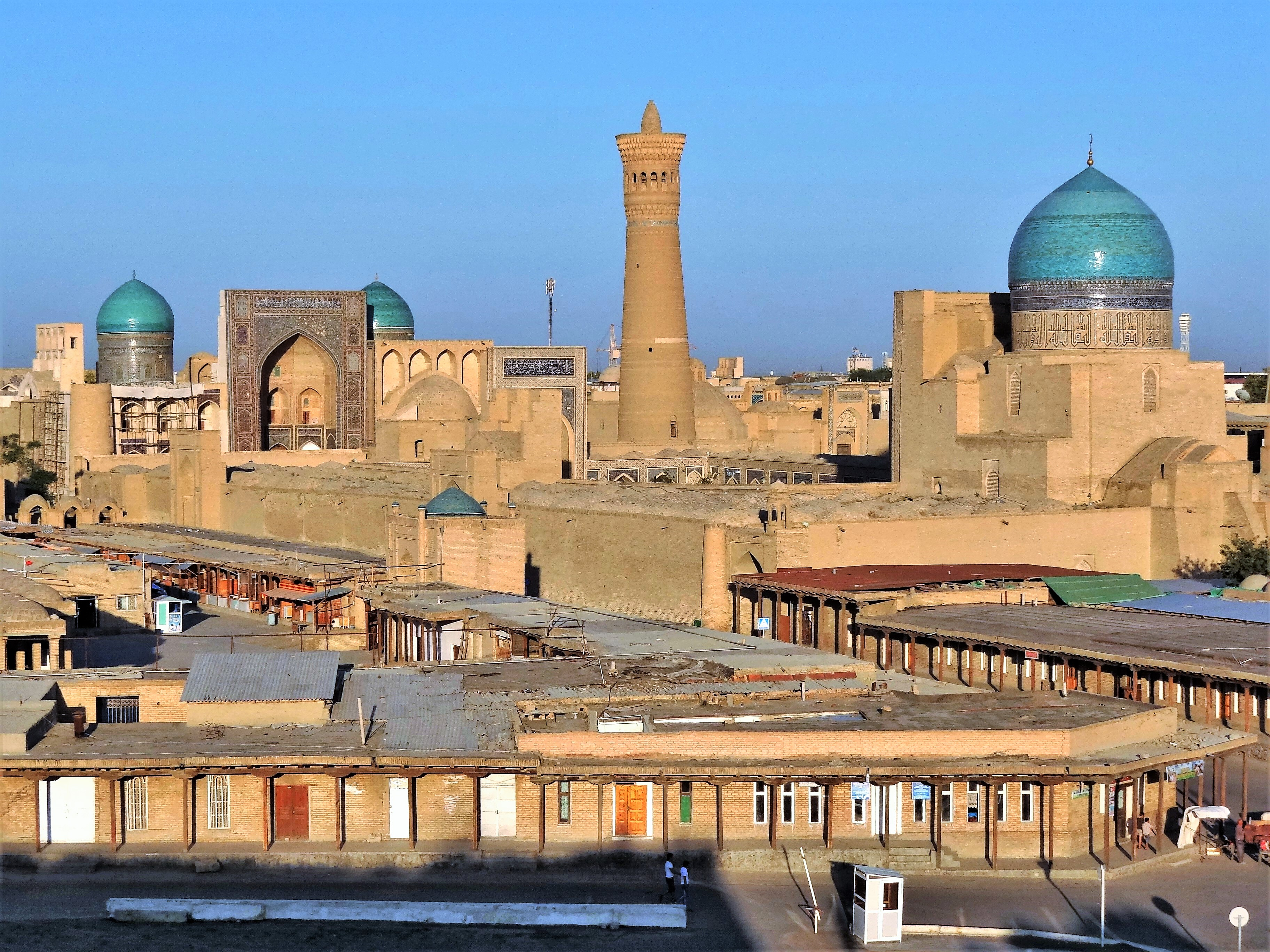
Vue du vieux Boukhara
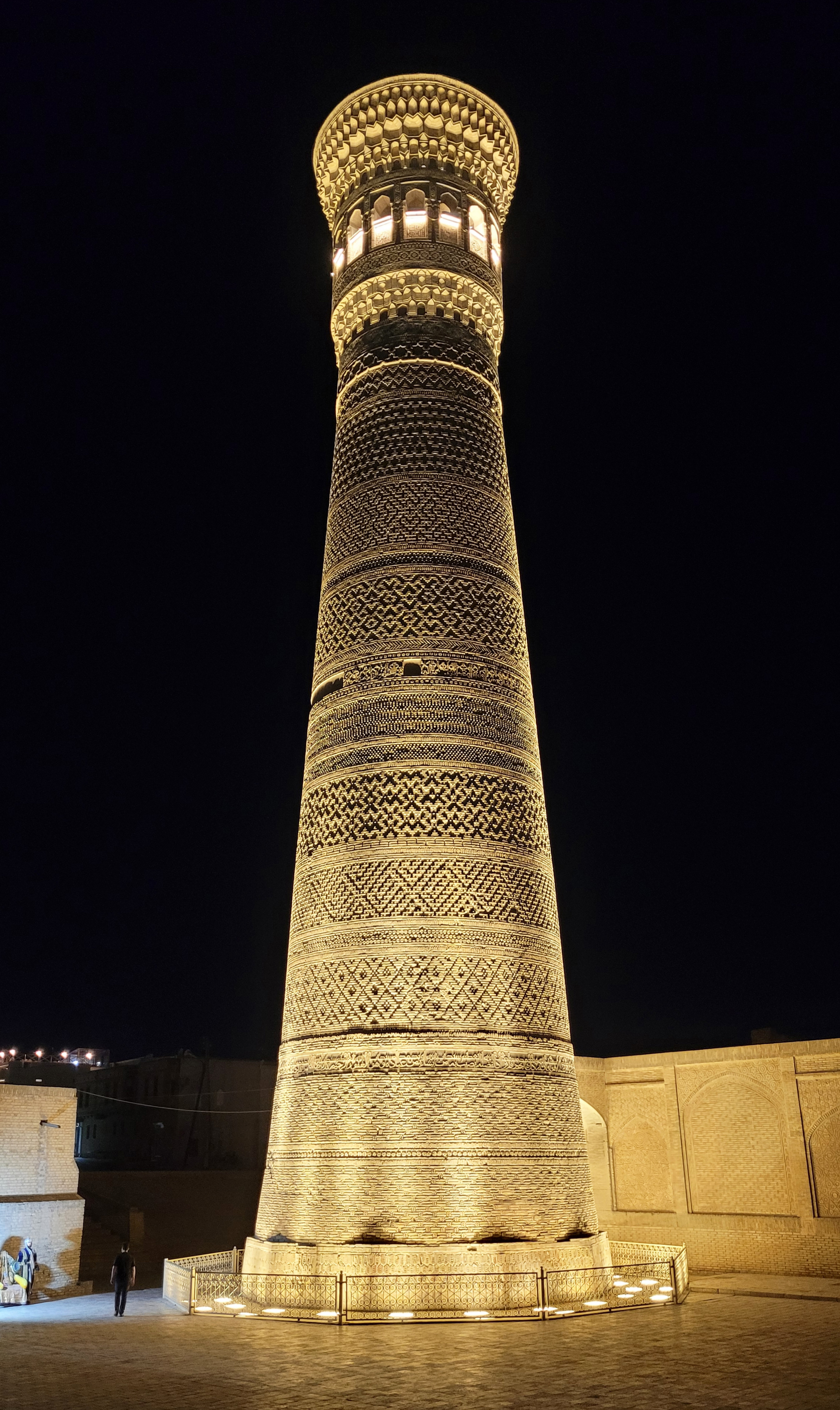
Le minaret de nuit
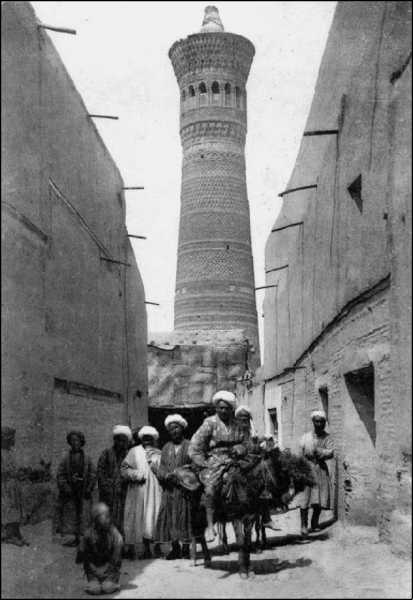
Minaret Kalon en 1913 photo V. Garteveld
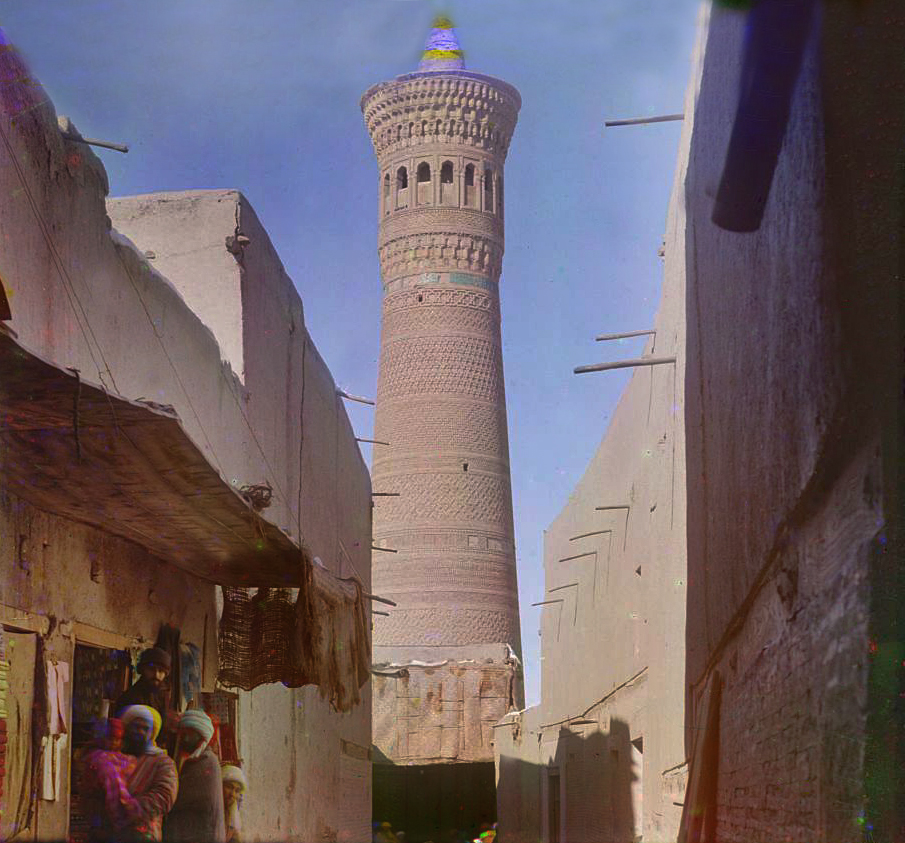
Minaret Kalon en 1909, photo couleur de Sergueï Prokoudine-Gorski